# Conférence de coordination pour le développement de l'Afrique australe
 (juillet 2017).
Si vous disposez d'ouvrages ou d'articles de référence ou si vous connaissez des sites web de qualité traitant du thème abordé ici, merci de compléter l'article en donnant les références utiles à sa vérifiabilité et en les liant à la section « Notes et références ».
La Conférence de coordination pour le développement de l'Afrique australe (en anglais, Southern African Development Coordination Conference ou SADCC) est une ancienne organisation internationale africaine créée en 1980. Son siège était situé à Gaborone au Botswana. En 1992, elle est remplacée par la Communauté de développement d'Afrique australe.

## Historique
La SADCC est créée à Lusaka en Zambie, le 1er avril 1980, à la suite de l'adoption de la déclaration de Lusaka, « Afrique Australe : Vers la libération économique ». La création de l'organistion est formalisée l'année suivante, le 20 juillet 1981, par un mémorandum d'accord.
Elle vise à coordonner les projets de développement afin de réduire la dépendance des pays d'Afrique australe vis-à-vis de l'Afrique du Sud alors sous le régime de l'apartheid. 
Les membres fondateurs sont l’Angola, le Botswana, le Lesotho, le Malawi, le Mozambique, l'Eswatini, la république unie de Tanzanie, la Zambie et le Zimbabwe. Peu après son indépendance, la Namibie rejoint l'organisation le 31 mars 1990.
À la suite du sommet des chefs d’État et de gouvernement de Windhoek, en Namibie, le 17 août 1992, elle devient la Communauté de développement d’Afrique australe (SADC).

## Sources